# Musikkapelle St. Vitus
Die Musikkapelle St. Vitus ist eine deutsche Blaskapelle aus Burglengenfeld in der Oberpfalz.

## Geschichte
Die Musikkapelle St. Vitus wurde am 23. Juli 1967 zur Pflege geistlicher und weltlicher Instrumentalmusik durch Jugendliche und später auch Erwachsene der Stadtpfarrgemeinde St. Vitus Burglengenfeld unter dem Namen „Knabenkapelle St. Vitus Burglengenfeld“ gegründet. Im Jahre 1984 folgte eine Namensänderung in „Musikkapelle St. Vitus Burglengenfeld“.

## Organisation

### Vorstandschaft
Die Entscheidungen über Organisatorisches trifft die Vorstandschaft, bestehend aus einem Vorstand, seinem Stellvertreter, einem Schriftführer, einem Kassier mit Kassenprüfern und den Kapellensprechern. Die Kapellensprecher sorgen für eine gute und transparente Kommunikation zwischen der Vorstandschaft und den Musikern. 1. Vorsitzender ist Stefan Huttner. Im Abstand von drei Jahren wird die Vorstandschaft neu gewählt.

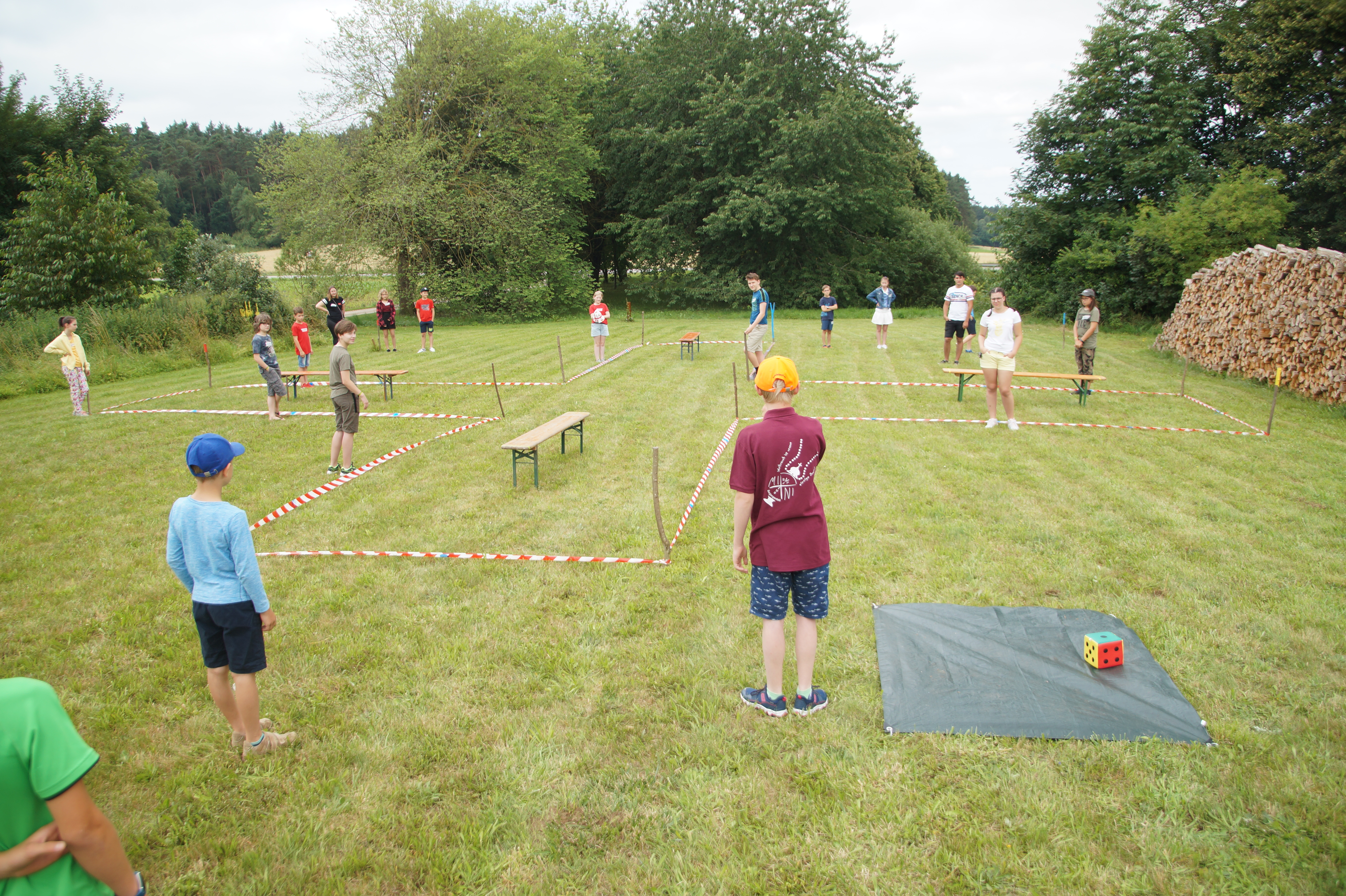
Von der Jugendvorstandschaft organisiertes Mensch-ärgere-dich-nicht-Spiel

### Jugendvorstandschaft
Die Jugendvorstandschaft hat die wichtige Aufgabe, den Zusammenhalt v. a. der Nachwuchs- und Jugendgruppen zu fördern, bei Problemen zu vermitteln und die Anliegen der jüngeren Generationen in der Vorstandschaft anzubringen. Dazu gehört u. a. das Organisieren von Freizeitaktivitäten. Die Mitglieder der Jugendvorstandschaft treffen sich regelmäßig mit anderen Jugendleitern aus der Region zu Fortbildungen der Nordbayerischen Bläserjugend. Dabei geht es um Teambildung und den pädagogischen Umgang mit Jugendgruppen. 2018 wurde die Jugendvorstandschaft mit dem Junior Award des Nordbayerischen Musikbundes ausgezeichnet.

## Gruppen

### Musikalische Früherziehung
Die Musikkapelle St. Vitus setzt sich aus mehreren Gruppen zusammen. Für Kleinkinder wird eine Musikalische Früherziehung angeboten. Dazu gehört auch die Ausbildung an der Blockflöte.

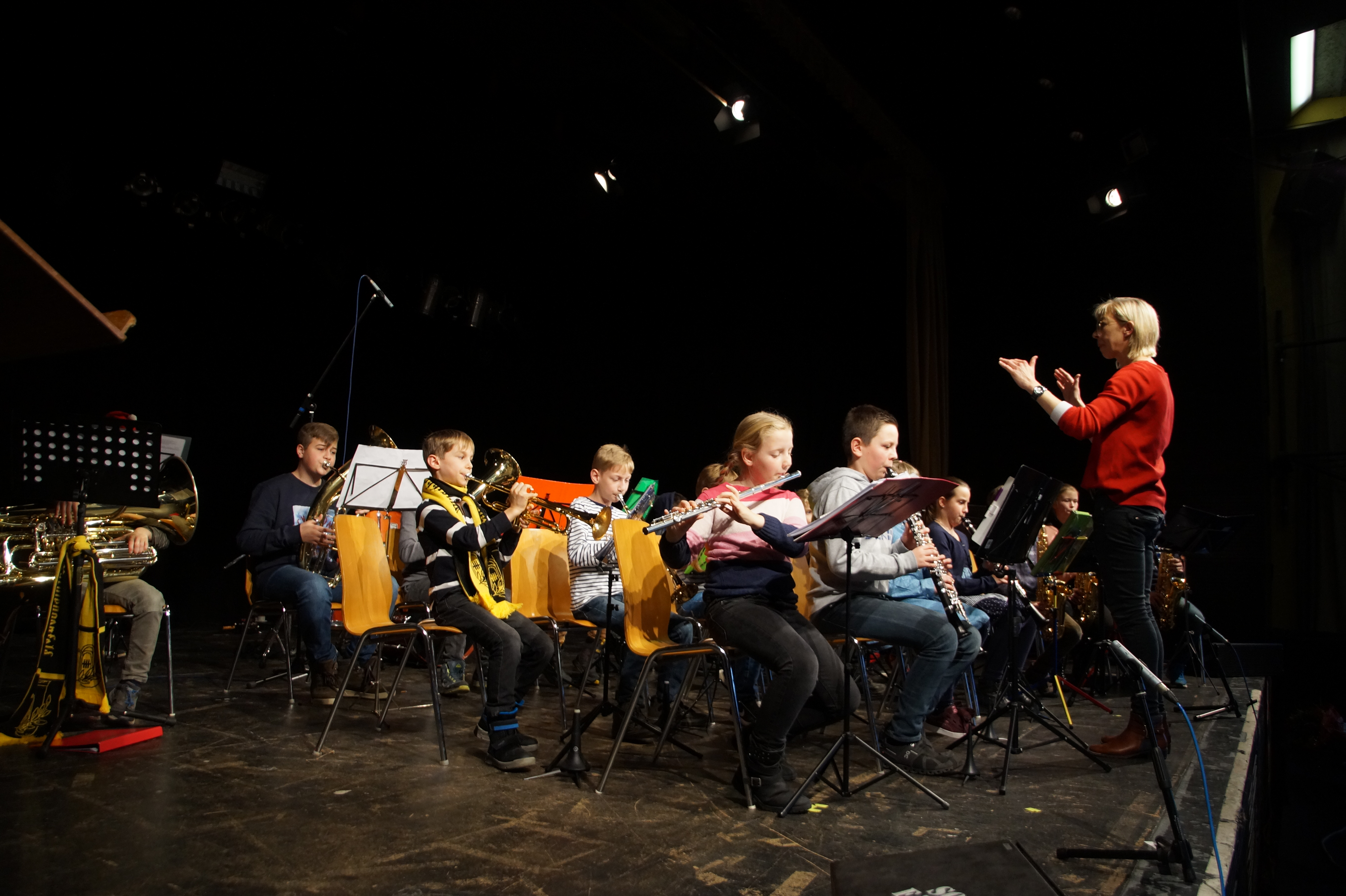
Gruppe 4 auf der Weihnachtsfeier 2019 mit Leiterin Marianne Zaindl

### Nachwuchsorchester
Etwa ab dem Grundschulalter können Kinder einer Nachwuchsgruppe („Gruppe 4“) beitreten, die regelmäßig im Abstand von mehreren Jahren gegründet werden. Die Kinder bekommen zunächst Instrumentalunterricht in Satzproben (ein Satz bezeichnet hier eine Instrumentengruppe), später sammeln sie als Orchester Erfahrungen im Zusammenspielen.
Sobald eine neue Nachwuchsgruppe gegründet wird, rücken die Kinder auf in die sog. „Gruppe 3“, in der sie das Gelernte vertiefen, erste öffentliche Auftritte spielen und auf das Ablegen des Musikerleistungsabzeichens D1 in Bronze des Nordbayerischen Musikbundes vorbereitet werden. Dafür bekommen sie zusätzlich Unterricht in der Musiktheorie und Gehörbildung.

### Jugendblasorchester
Nach dem Bestehen der Prüfung dürfen die jungen Musiker in das Jugendblasorchester („Gruppe 2“) wechseln. Die Gruppe lebt von der Gemeinschaft aus Musikern verschiedener Altersstufen, die sich gegenseitig helfen und den Nachwuchs an das Musizieren auf hohem Niveau heranführen. Hier werden die Musiker zum ersten Mal mit der Tracht der Musikkapelle ausgestattet. Die Gruppe 2 repräsentiert die Kapelle auf zahlreichen Festen oder bei religiösen Veranstaltungen, z. T. zusammen mit dem Symphonischen Blasorchester. Am Samstag vor Weihnachten findet alljährlich das Festkonzert der Musikkapelle statt. Dabei tritt auch die Gruppe 2 auf.

### Symphonisches Blasorchester

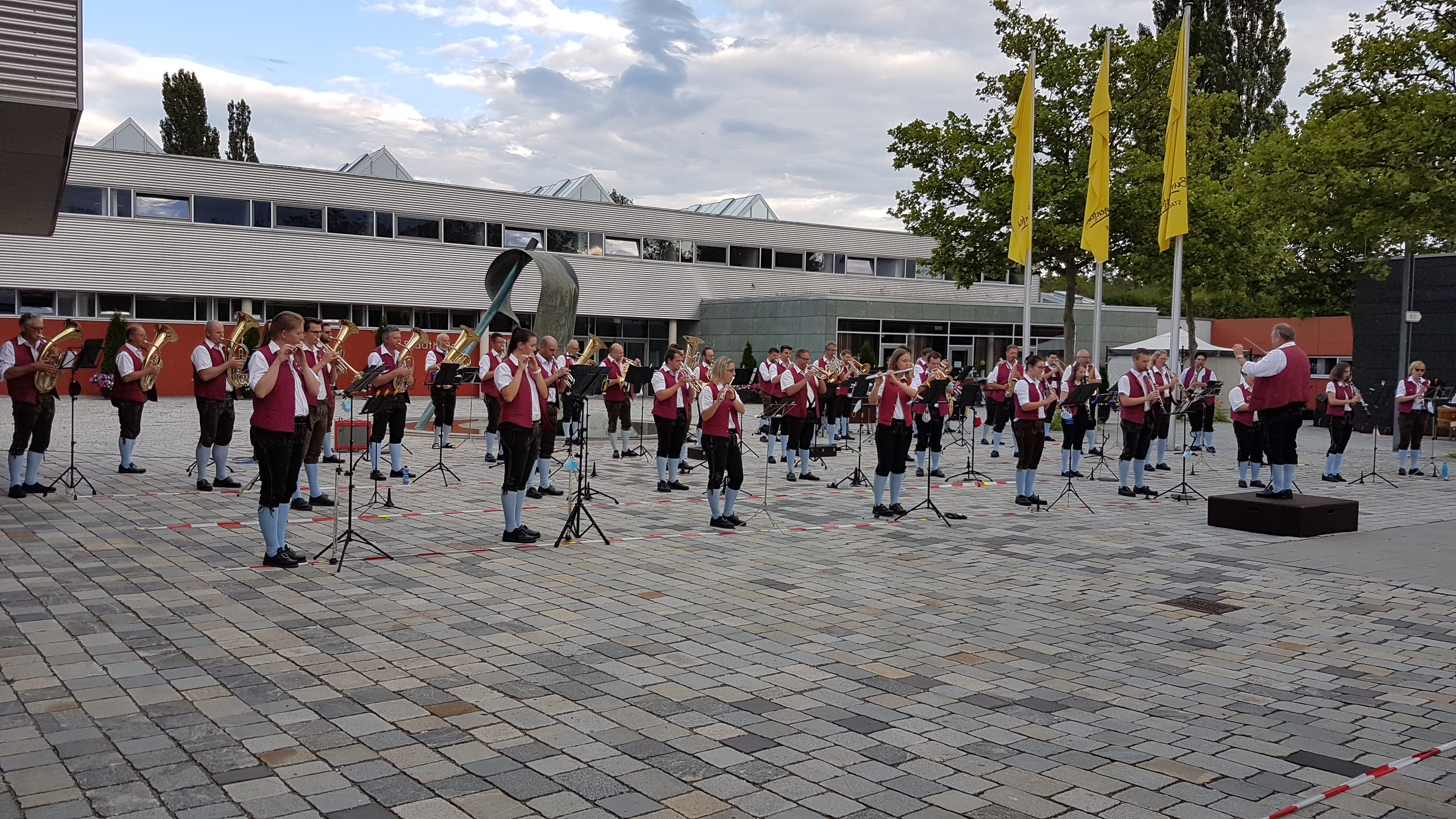
Das Symphonische Blasorchester auf der Piazza in Burglengenfeld 2020

Als Faustregel gilt: Wer fünf Jahre lang im Jugendblasorchester gespielt hat und das Musikerleistungsabzeichen D2 in Silber abgelegt hat, darf in das Symphonische Blasorchester („Gruppe 1“) aufsteigen. Um den Umstieg zu erleichtern, machen die Musiker ein Doppeljahr, in dem sie in beiden Gruppen spielen. Das Symphonische Blasorchester ist flexibel einsetzbar. Ob als bayerisch-böhmische Blaskapelle oder Symphonisches Orchester, ob Polka, Walzer, Marsch oder konzertante Blasmusik: die Gruppe 1 spielt Blasmusik auf hohem Niveau. Die Auftritte des Orchesters überschneiden sich hin und wieder mit denen des Jugendblasorchesters, doch meistens spielt die Gruppe 1 bei größeren Anlässen.

### Sonstige Gruppierungen
"Die Ehemaligen" sind eine kleine Gruppe von Musikern, die nicht mehr am regulären Betrieb der Musikkapelle teilnehmen können oder wollen, aber das Musizieren trotzdem nicht aufgeben wollen. Die Besetzung wurde 2001 zur Mitgestaltung des alljährlichen Sommerfests gegründet und setzte sich ursprünglich aus Musikern zusammen, die in den frühen Jahren der Kapellengeschichte gemeinsam unter Leitung von Martin Särve gespielt hatten. Sie spielen hauptsächlich bayerisch-böhmische Blasmusik.
Im Zuge des 50-jährigen Jubiläums wurde 2017 eine Big Band ins Leben gerufen, die am Jubiläumskonzert einen Teil übernahm.
Während der Corona-Pandemie probte die Gruppe 1 im Frühjahr 2022 den Regelungen entsprechend in kleinen Besetzungen. Die Gruppen gestalteten zusammen mit dem Jugendblasorchester einen Gottesdienst für die Verstorbenen der Musikkapelle am 26. März 2022.

## Freund- und Patenschaften

### Hanazono High School Band Kyoto
Beim International Music Festival 1976 in Harrogate begegneten sich die Musiker der Knabenkapelle St. Vitus und der Hanazono High School zum ersten Mal. Trotz der Sprachbarriere wurde über die gemeinsame Leidenschaft für Musik schnell Freundschaft geschlossen. Schon beim 10-jährigen Jubiläum der Knabenkapelle 1977 kamen die Japaner zu Besuch nach Burglengenfeld. Im Laufe der Jahre besuchten sich die Orchester auf Konzertreisen immer wieder gegenseitig. Inzwischen weitete sich die Freundschaft auf das Espoir Wind Orchestra und die Musikgruppe Bayern Brass aus, die sich z. T. aus Alumni der Hanazono High School zusammensetzen. Im Jahr 2000 traten die Hanazono High School Band, das Espoir Wind Orchestra, Bayern Brass und die Musikkapelle St. Vitus anlässlich des 20-jährigen Jubiläums der Freundschaft und zu Ehren der Vermächtnisses des verstorbenen Dirigenten Kunio Niida in Kyoto unter dem Namen „Lindenbaumgruppe“ auf.

### Jugendblaskapelle St. Martin Deuerling
Seit 1982 ist die Musikkapelle St. Vitus Patenkapelle der Jugendblaskapelle St. Martin aus Deuerling, bei der Ludwig Lamml seit ihrer Gründung die musikalische Leitung übernommen hatte.

### Harmonie Laura Landgraaf
Die Musiker der Harmonie Laura aus Landgraaf und der Musikkapelle St. Vitus lernten sich bei einer Konzertreise kennen. Seitdem besuchen sich die Kapellen immer wieder gegenseitig.

## Chronologische Übersicht der Höhepunkte

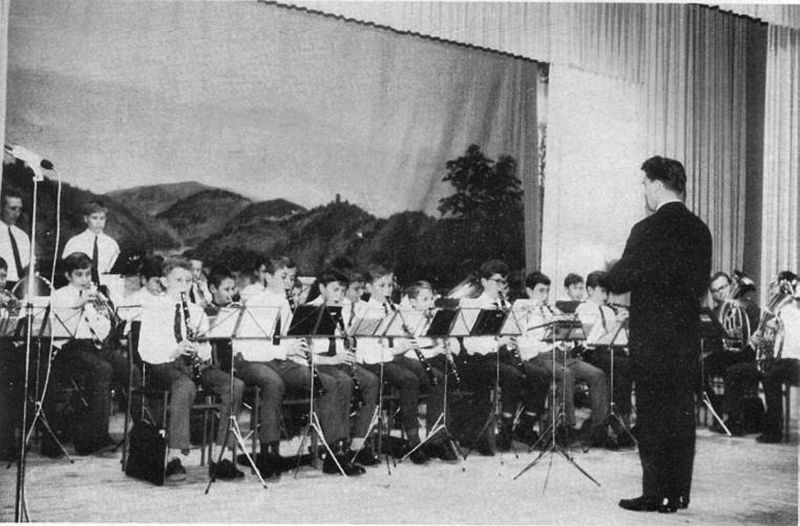
Knabenkapelle St. Vitus bei einem Auftritt 1968

### 1967–1969
- 1967: Nach drei Fehlversuchen Gründung als Knabenkapelle St. Vitus Burglengenfeld mit 27 Musikern durch Pfarrer Joseph Bock, Kaplan Martin Särve und Dirigent Ludwig Lamml
- 1969: Erster Nachwuchs mit ca. 23 neuen Musikern
- 1968: Erster Auftritt im Festsaal des Pfarrheims St. Michael

### 1970–1979
- 1970: Erste Uniform
- 1972: Erstes Wertungsspiel in der Unterstufe in Weiden: 1. Rang mit Auszeichnung, Musikstück: Festmusik von Richard Wagner
- 1972: 5-jähriges Jubiläum mit Festprogramm
- 1973: Erste Konzertreise nach Mont-de-Marsan
- 1974: Rom-Reise mit Papstaudienz; Uraufführung der für die Kapelle speziell komponierten Papsthymne des Regensburger Kirchenmusikers Karl Norbert Schmid
- 1976: International-Music-Festival in Harrogate, Beginn der Freundschaft mit der Hanazono-High-School-Band Kyoto
- 1977: Musikförderpreis des Bezirks Oberpfalz
- 1977: 10-jähriges Jubiläum mit Festakt und Besuch aus Japan
- 1977: Israelreise, Höhepunkt: Konzert im Lunapark zur Eröffnung der Jugendstadt in Tel Aviv
- 1977: Sieger von 24 teilnehmenden Kapellen beim ersten MZ-Blasmusikwettbewerb
- 1979: Erste Japanreise, Höhepunkt: Besichtigung der Yamaha-Musikinstrumenten-Fabrik

### 1980–1989
- 1982: Übernahme der Patenschaft für Jugendblaskapelle St. Martin Deuerling
- 1984: Ehrenpreis „für hervorragende Leistungen“ beim 4. MZ-Blasmusikwettbewerb (bis dahin „Dauerabonnement auf den ersten Platz“), 2. Preis für kleine Volksmusikbesetzung der Musikkapelle
- 1985: Ständchen zum 70. Geburtstag des Ministerpräsidenten F.J. Strauß auf dem Odeonsplatz in München
- 1987: Gedenksteinenthüllung als Zeichen der Dankbarkeit für Joseph Rödls Wirken als langjähriger Vorstand durch Dirigent Kunio Niida, 20-jähriges Jubiläum mit Festakt und Besuch aus Japan (10 Jahre Freundschaft)
- 1988: Wettbewerb des Bayerischen Rundfunks in Friedberg, bestes Laienblasorchester Bayerns und somit Teilnahme für Bayern an der Endausscheidung des 2. Deutschen Laienorchesterwettbewerbs in Berlin (Leistungsstufe 2 erreicht)
- 1989: Internationales Blasmusikfestival in Wien

### 1990–1999
- 1990: Aufnahme von Mädchen in die Musikkapelle
- 1991: Zweite Japanreise, Höhepunkt: Empfang beim Bürgermeister der Stadt Kyoto und Übergabe des Stadtschlüssels an Vorstand Georg Beer
- 1992: Erstes großes Kirchenkonzert anlässlich der 450-Jahr-Feier der Stadt Burglengenfeld
- 1992: 25-jähriges Jubiläum mit Festprogramm und Besuch aus Japan
- 1995: „Sail ’95“ in Bremerhaven
- 1996: Benefizkonzert für krebskranke Kinder in der Stadtpfarrkirche
- 1997: 30-jähriges Jubiläum mit historischem Zapfenstreich vor 1000 Gästen
- 1998: Dritte Japanreise
- 1999: Bläserwettbewerb Bad Windsheim
- 1999: Die Musikkapelle St. Vitus im Internet / Start der Homepage

### 2000–2009
- 2000: Gründung der „Lindenbaum-Gruppe“ in Kyoto anlässlich der 20-jährigen Freundschaft und als Erbe des verstorbenen Dirigenten der Hanazono-High-School-Band, Kunio Niida. Die Lindenbaumgruppe: Hanazono-High-School Band, Bayern Brass, Espoir-Band und Musikkapelle St. Vitus
- 2001: Gründung der rhythmisch-musikalischen Frühförderung
- 2001: Gründung des „Ehemaligen-Orchesters“ mit ehemaligen Musikern, die damals unter Martin Särve gespielt hatten, zur musikalischen Mitgestaltung des traditionellen Sommerfestes der Musikkapelle
- 2002: 35-jähriges Jubiläum mit Festakt
- 2003: Konzertreise nach Landgraaf in den Niederlanden
- 2003: Konzert „Highlights der Filmmusik“ in der Steinbrucharena des Heidelberger Zementwerks (ca. 1500 Zuschauer)
- 2004: Ludwig Lamml wird Ehrenmitglied
- 2004: USA-Reise: Oktoberfest-Tour
- 2005: Konzert „Nacht der Musik“ in der Steinbrucharena
- 2006: Kulturpreis des Bezirks Oberpfalz
- 2007: 40-jähriges Jubiläum mit Festakt und Gästen aus dem Emsland und Japan
- 2008: Verabschiedungskonzert von Ludwig Lamml mit 150 „Vitusmusikern“, Uraufführung der „Lula–Polka“ (Ludwig-Lamml–Polka; Komposition von Josef Jiskra)
- 2008: Traditionelles Festkonzert vor einer Rekordkulisse von 800 Zuhörern
- 2009: Konzertreise nach Japan

### 2010–2019
- 2010: Erster Rang mit Auszeichnung in der Höchststufe bei Wertungsspiel
- 2011: Bibellesungen „und es ward Licht“
- 2011: Benefizaktion für Fukushima
- 2011: Klassik-Open-Air auf dem Marktplatz
- 2012: Herbstfest der Blasmusik in Markneukirchen
- 2013: Bibellesung „Abraham – Verbrechen, Gewalt und Gottesglaube“
- 2014: Nacht der Blasmusik im VAZ
- 2015: Eröffnung der Agility-Europameisterschaft in Rieden
- 2017: Kirchenkonzert „Missa Katharina“
- 2017: Kreiskonzert der Jubiläumskapellen in Burglengenfeld
- 2017: Open-Air-Konzert auf dem Marktplatz

## Auszeichnungen
- 1976: Als erste Kapelle Musikförderpreis der Oberpfalz
- 1976: Sieger beim International-Youth-Music Festival in Harrogate
- 1987: Sieger bei der bayerischen Endausscheidung für Laienblaskapellen in Friedberg
- 1988: Sieger Stufe 2 bei der deutschen Endausscheidung für Laienblaskapellen in Berlin
- 1977–1994: Jeweils Sieger beim Blasmusikwettbewerb der Mittelbayerischen Zeitung (1994 Ende des Wettbewerbs)
- 2006: Kulturpreis des Bezirks Oberpfalz
- 1977–2007: Laufende Teilnahme an verschiedenen Wertungsspielen (seit 1988 in der Höchststufe) immer mit besten Wertungen (Auszeichnung)
- 2018 Junior Award des Nordbayerischen Musikbundes für aktive Jugendarbeit

## Konzertreisen
- England: Harrogate – Sieger des 4. International Youth-Bands-Festival
- Italien: Zwei Konzertreisen nach Rom – u. a. Auftritte bei Papstaudienz
- Frankreich: Konzerte in der Partnerstadt Pithiviers und Mont-de-Marsan
- Niederlande: Konzerte bei unseren holländischen Freunden von der Harmonie-Laura, Landgraaf
- Kanada: Festkapelle beim Oktoberfest in Shilo
- Österreich: Vertreter der Bundesrepublik Deutschland beim Österreichischen Blasmusikfestival in Wien
- USA: Konzertreise durch Colorado (Denver) und Wyoming (Cheyenne), 2004 bis 2007: Festkapelle bei verschiedenen Oktoberfesten in Phoenix, Goodyear (Arizona)
- Japan: Bisher fünf Konzertreisen mit Auftritten in der alten japanischen Kaiserstadt Kyoto und anderen japanischen Großstädten
- Deutschland: Bremerhaven: Vertreter Bayerns bei der Sail 1995, Berlin: Deutsche Endausscheidung beim Wettbewerb des Deutschen Musikrates für Laienblasorchester (Sieger Stufe 2), Weitere Auftritte in vielen deutschen Städten